# 旧制中等教育学校・新制高校のナンバースクール一覧
旧制中等学校・新制高校のナンバースクールの一覧（きゅうせいちゅうとうがっこう・しんせいこうこうのナンバースクールいちらん）は、旧制中等学校と新制高校の中で校名に数字を冠した学校の一覧。
定義の概要・詳細についてはナンバースクール (旧制中等教育学校・新制高校)を参照。

## 一覧について（概説）
旧制から新制への一般的な移行状況は、
- 旧制中学校・高等女学校・実業学校 ⇒ 新制高等学校

となっている（詳細旧学制から新学制への移行措置を参照）。
ただし、いったん廃校後に旧校の伝統を受け継ぐ形で再興された学校については ⇒ ではなく … で表現した。
なお、この一覧で扱う対象は、旧制中等学校・新制高等学校のみ。新制中学などの義務教育課程学校にいたってはもはや全国に無数にあり、またそれらは、旧制中等学校・新制高校の場合以上に設立順での機械的な命名に負うところが多く、旧制中等学校や新制高校における本来的なナンバースクールという意味合いのものは殆ど皆無に等しい。したがって、私立などの併設中学も含めてこの一覧では扱わない。
また、旧制中等学校・新制高校についても、必ずしも校名に数字を冠した全ての学校が、本来的な意味でのナンバースクール（序列化と特化）の対象に該当していない学校もあるが、補助資料の意味合いも含めて、校名に数字を冠したものについては全て記述対象にしている（東京の「都立ナンバースクール」を除く）。
旧制中等学校・新制高校のナンバースクールは、旧制高等学校の場合と異なり、対象となる学校が明確に限定されているわけではなく、旧制高等学校のナンバースクールの存在によって、それらへの憧れ的な想いを投影した形でその愛称が用いられたものであり、当該学校が所持する周辺の学区・都道府県などの範囲に限定で流布している教育環境文化・地域文化になる。このように対象校の明確な定義・線引きが事実上不可能であるため、当一覧は本来的な意味でのナンバースクール対象校を定義・限定（序列化と特化）する目的のものではなく、単に校名に数字を冠した学校名の一覧であることに注意。
ナンバースクール以外の旧制中等学校全般から新制高校への変遷については、旧制中等教育学校の一覧を参照のこと。

## ナンバースクール一覧（変遷の系譜）
一覧では、下記のように略称で表記する（正式名称は、各学校の項目を参照のこと）。
※一覧中の略称例（○○：地域名、固有名詞／△：数字）
- ○○尋常中學校 → ○○尋常中
- ○○中學校 → ○○中
- ○○女學校 → ○○女
- ○○高等女學校 → ○○高女
- ○○商業學校 → ○○商業
- ○○実業學校 → ○○実業
- ○○工業學校 → ○○工業
- 第△中學校 → 第△中、△中
- ○○第△中學校 → ○○第△中、○○△中
- 第△○○中學校 → 第△○○中

（以下、学制改革後）
- ○○新制高等学校 → ○○新制高
- ○○高等学校 → ○○高
- ○○女子高等学校 → ○○女子高
- ○○商業高等学校 → ○○商業高
- ○○実業高等学校 → ○○実業高
- ○○工業高等学校 → ○○工業高

なお、近似名称との誤解を避けるため、「○○」の部分には略称を用いる記載は行わない（例：「宮城一中」の表現では「宮城県第一中学」なのか「宮城県立第一中学」なのか「宮城第一中学」なのかにおいて正確性を阻害する原因になるため好ましくない）。また、設立時の正式“旧字”表記ではなく、現在の常用漢字に基づき表記する（例：「廣島縣立廣島第一髙等女學校」→「広島県立広島第一高等女学校」）。

### 公立

#### 日本

##### 北海道
- 札幌尋常中 ⇒ 札幌中 ⇒ 北海道庁立札幌中 ⇒ 北海道庁立札幌第一中 ⇒ 北海道立札幌第一高 ⇒ 北海道札幌南高等学校
- 北海道庁立第二札幌中 ⇒ 北海道庁立札幌第二中 ⇒ 北海道立札幌第二高 ⇒ 北海道札幌西高等学校
- 札幌区立女子職業学校 ⇒ 札幌区立実科高女 ⇒ 札幌区立高女 ⇒ 札幌市立高女 ⇒ 札幌市立第一高 ⇒ 北海道札幌東高等学校
- 札幌市立中 ⇒ 札幌市立第二高（廃校）

##### 青森県
- 青森県中 ⇒ 青森県尋常中 ⇒ 青森県第一尋常中 ⇒ 青森県第一中 ⇒ 青森県立第一中 ⇒ 青森県立弘前中 ⇒ 青森県立弘前高等学校
- 青森県尋常中八戸分校 ⇒ 青森県第二尋常中 ⇒ 青森県第二中 ⇒ 青森県立第二中 ⇒ 青森県立八戸中 ⇒ 青森県立八戸高等学校
- 青森県第三中 ⇒ 青森県立第三中 ⇒ 青森県立青森中 ⇒ 青森県立青森高等学校
- 青森県立第四中 ⇒ 青森県立弘前中木造分校 ⇒ 廃校 ⇒ 青森県立木造中 ⇒ 青森県立木造高等学校
- 青森県立第一高女 ⇒ 青森県立弘前中央高等学校
- 青森県立第二高女 ⇒ 青森県立八戸高女 ⇒ 青森県立八戸女子高 ⇒ 青森県立八戸東高等学校
- 青森県立第三高女 ⇒ 青森県立青森高女 ⇒ 青森県立青森女子高 ⇒（統合）青森県立青森高 ⇒（分離）青森県立青森西高等学校
- 青森県立第一工業学校 ⇒ 青森県立青森工業学校 ⇒ 青森県立青森工業高等学校
- 青森市立第一中 ⇒ 青森市立第一高 ⇒ 青森県立青森北高等学校
- 青森市立第二中 ⇒ 青森市立高 ⇒ 青森県立北斗高等学校
- 八戸市立第一高 ⇒ 青森県立八戸中央高等学校

##### 岩手県
- 公立岩手中學校 ⇒ 岩手縣尋常中學校 ⇒ 岩手縣盛岡尋常中學校 ⇒ 岩手縣盛岡中學校 ⇒ 岩手縣立盛岡中學校 ⇒ 岩手県立盛岡第一高等学校 ⇒（統合）岩手県立盛岡高等学校 ⇒ 岩手県立盛岡第一高等学校
- 市立盛岡高等女学校 ⇒ 岩手県立高等女学校 ⇒ 岩手県立盛岡高等女学校 ⇒（統合）岩手県立盛岡高等学校 ⇒ 岩手県立盛岡第二高等学校
- 岩手県立盛岡第三高等学校
- 私立盛岡商業學校 ⇒ 公立商業學校 ⇒ 盛岡市立商業学校 ⇒ 岩手県立盛岡商業学校 ⇒（統合）岩手県立盛岡高等学校 ⇒ 岩手県立盛岡第三高等学校 ⇒ 岩手県立盛岡商業高等学校
- 岩手県立盛岡第四高等学校
- 岩手県立花巻第一高 ⇒（統合）岩手県立花巻高 ⇒（分離）岩手県立花巻北高等学校
- 岩手県立花巻第二高 ⇒（統合）岩手県立花巻高 ⇒（分離）岩手県立花巻南高等学校
- 岩手県立黒沢尻第一高 ⇒（統合）岩手県立黒沢尻高 ⇒（分離）岩手県立黒沢尻北高等学校
- 岩手県立黒沢尻第二高 ⇒（統合）岩手県立黒沢尻高 ⇒（分離）岩手県立黒沢尻南高 ⇒ 岩手県立北上翔南高等学校
- 岩手県立釜石第一高 ⇒（統合）岩手県立釜石高 ⇒ 岩手県立釜石南高等学校 ⇒ 岩手県立釜石高等学校
- 岩手県立釜石第二高 ⇒（統合）岩手県立釜石高 ⇒ 岩手県立釜石南高等学校 ⇒ 岩手県立釜石高等学校
- 岩手県立遠野第一高 ⇒（統合）岩手県立遠野高等学校
- 岩手県立遠野第二高 ⇒（統合）岩手県立遠野高等学校
- 岩手県立宮古第一高 ⇒（統合）岩手県立宮古高等学校
- 岩手県立宮古第二高 ⇒（統合）岩手県立宮古高等学校
- 岩手県一関尋常中学校 ⇒ 岩手県一関中学校 ⇒ 岩手県立一関中学校 ⇒ 岩手県立一関第一高等学校 ⇒（統合）岩手県立一関高等学校 ⇒ 岩手県立一関第一高等学校
- 郡立西磐井女子職業学校 ⇒ 西磐井郡立西磐井実科高等女学校 ⇒ 岩手県立一関実科高等女学校 ⇒ 岩手県立一関高等女学校 ⇒（統合）岩手県立一関高等学校 ⇒ 岩手県立一関第二高等学校
- 盛岡市立第一高等女学校 ⇒（統合）盛岡市立高等学校

##### 宮城県
仙台市内のナンバースクールの詳細については、ナンバースクール (宮城県)も参照のこと。
＜旧制中学・高女（ナンバースクールのみ）＞
- 宮城県尋常中 ⇒ 宮城県中学校 ⇒ 宮城県第一中 ⇒ 宮城県立仙台第一中 ⇒ 宮城県仙台第一中 ⇒ 宮城県仙台第一高等学校
- 宮城県第二中 ⇒ 宮城県立仙台第二中 ⇒ 宮城県仙台第二中 ⇒ 宮城県仙台第二高等学校
- 宮城県第三中 ⇒ 宮城県立古川中 ⇒ 宮城県古川中 ⇒ 宮城県古川高等学校
- 宮城県第四中 ⇒ 宮城県角田中 ⇒ 宮城県角田高等学校
- 宮城県第五中 ⇒ 宮城県築館中 ⇒ 宮城県築館高等学校
- 宮城県第六中 ⇒ 宮城県佐沼中 ⇒ 宮城県佐沼高等学校
- 宮城県第一高女 ⇒ 宮城県第一女子高等学校 ⇒ 宮城県宮城第一高等学校
- 宮城県第二高女 ⇒ 宮城県第二女子高等学校 ⇒ 宮城県仙台二華高等学校
- 宮城県第三高女 ⇒ 宮城県第三女子高等学校 ⇒ 宮城県仙台三桜高等学校

＜新制高校＞
- 宮城県仙台第三高等学校
- 宮城県第二工業高等学校（宮城県工業高等学校敷地内にある定時制高校）
- 仙台第二工業高等学校（仙台工業高等学校敷地内にある定時制高校）

##### 秋田県
- 秋田県第一中学校 ⇒ 秋田県立秋田中学校 ⇒ 秋田県立秋田高等学校
- 秋田県第二中学校 ⇒ 秋田県立大館中学校 ⇒ 秋田県立大館鳳鳴高等学校
- 秋田県第三中学校 ⇒ 秋田県立横手中学校 ⇒ 秋田県立横手高等学校
- 秋田県立秋田第二中学校 ⇒ 秋田県立秋田東高等学校 ⇒ 秋田県立秋田明徳館高等学校

##### 山形県
- 山形県立新荘第一高 ⇒（統合）山形県立新庄高 ⇒（分離）山形県立新庄北高等学校
- 山形県立新荘第二高 ⇒（統合）山形県立新庄高 ⇒（分離）山形県立新庄南高等学校
- 山形県立酒田第一高 ⇒（統合）山形県立酒田高 ⇒（分離）山形県立酒田東高等学校
- 山形県立酒田第二高 ⇒ 山形県立酒田商工高 ⇒ 山形県立酒田商業高等学校・山形県立酒田工業高等学校
- 山形県立酒田第三高 ⇒（統合）山形県立酒田高 ⇒（分離）山形県立酒田西高等学校
- 山形県立山形第一高 ⇒ 山形県立山形東高等学校
- 山形県立山形第二高 ⇒ 山形県立山形南高等学校
- 山形県立山形第三高 ⇒ 山形県立山形工業高等学校
- 山形県立山形第四高 ⇒（統合）山形県立山形南高等学校 ⇒（分離）山形県立山形西高等学校
- 山形県立山形第五高 ⇒（統合）山形県立山形東高等学校 ⇒（分離）山形県立山形北高等学校
- 山形県立山形第六高 ⇒ 山形県立山形中央高等学校
- 山形県立米沢第一高 ⇒（統合）山形県立米沢高 ⇒（分離）山形県立米沢西高 ⇒ 山形県立米沢興譲館高等学校
- 山形県立米沢第二高 ⇒ 山形県立米沢工業高等学校
- 山形県立米沢第三高 ⇒ 山形県立米沢商業高等学校
- 山形県立米沢第四高 ⇒（統合）山形県立米沢高 ⇒（分離）山形県立米沢東高等学校
- 山形県立楯岡第一高 ⇒ 山形県立村山農業高等学校
- 山形県立楯岡第二高 ⇒ 山形県立楯岡高等学校
- 山形県立鶴岡第一高 ⇒（統合）山形県立鶴岡高 ⇒（分離）山形県立鶴岡南高等学校
- 山形県立鶴岡第二高 ⇒ 山形県立鶴岡工業高等学校
- 山形県立鶴岡第三高 ⇒（統合）山形県立鶴岡高 ⇒（分離）山形県立鶴岡北高等学校
- 山形県立長井第一高 ⇒（統合）山形県立長井高 ⇒（分離）山形県立長井南高等学校 ⇒（統合）山形県立長井高等学校
- 山形県立長井第二高 ⇒（統合）山形県立長井高 ⇒（分離）山形県立長井北高等学校 ⇒（統合）山形県立長井高等学校

##### 福島県
- 福島県第一中 ⇒ 福島県立安積高等学校
- 福島県第二中 ⇒ 福島県立磐城高等学校
- 福島県第三中 ⇒ 福島県立福島高等学校
- 福島県第四中 ⇒ 福島県立相馬高等学校
- 福島県立福島第一女子高と県立福島第二女子高 ⇒（統合）福島県立福島女子高 ⇒ 福島県立橘高等学校
- 福島県立福島第二高 ⇒ 福島県立福島中央高等学校（定時制）
- 福島県立安積第二高（定時制）⇒ 福島県立あさか開成高定時制 ⇒ 福島県立郡山萌世高等学校（定時制）
- 福島県立須賀川第二高 ⇒ 福島県立安積第二高須賀川校舎（定時制）⇒ 廃校
- 福島県立会津第二工業学校 ⇒ 福島県立会津第二高等学校（定時制）
- 福島県立白河第二高等学校（定時制）
- 福島県立平第二高 ⇒（福島県立内郷高定時制と統合）⇒ 福島県立いわき中央高 ⇒ 福島県立いわき光洋高定時制 ⇒ 福島県立いわき翠の杜高等学校（定時制）

##### 茨城県
茨城県では旧制中学校を第一高等学校、高等女学校を第二高等学校に改称し（一部例外あり）、日本国内で最も多くのナンバースクールが現存する。ただし統合により、ナンバースクールは減少しつつある。
- 茨城中 ⇒ 茨城第一中 ⇒ 茨城県尋常中 ⇒ 茨城県中 ⇒ 茨城県水戸中 ⇒ 茨城県立水戸中 ⇒ 茨城県立水戸第一高等学校
- 茨城県高女 ⇒ 茨城県立水戸高女 ⇒ 茨城県立水戸第二高等学校
- 水戸市立高女 ⇒ 茨城県立水戸女子高 ⇒ 茨城県立水戸第三高等学校
- 茨城第二中 ⇒ 茨城県尋常中土浦分校 ⇒ 茨城県立土浦中 ⇒ 茨城県立土浦第一高等学校
- 茨城県立土浦高女 ⇒ 茨城県立土浦第二高等学校
- 土浦市立中 ⇒ 土浦市立高 ⇒ 茨城県立土浦第三高等学校
- 茨城県尋常中下妻分校 ⇒ 茨城県中下妻分校 ⇒ 茨城県下妻中 ⇒ 茨城県立下妻中 ⇒ 茨城県立下妻高 ⇒ 茨城県立下妻第一高等学校
- 私塾女子文芸会 ⇒ 私立女子絅文 ⇒ 下妻町立実科高女 ⇒ 組合立下妻町立実科高女 ⇒ 茨城県立下妻高女 ⇒ 茨城県立下妻第二高等学校
- 茨城県立水戸中太田分校 ⇒ 茨城県立太田中 ⇒ 茨城県立太田高 ⇒ 茨城県立太田第一高等学校
- 太田町立太田実科高女 ⇒ 久慈郡太田実科高女 ⇒ 茨城県太田実科高女 ⇒ 茨城県立太田高女 ⇒ 茨城県立太田女子高 ⇒ 茨城県立太田第二高等学校 ⇒（統合）茨城県立太田西山高等学校
- 茨城県下妻中水海道分校 ⇒ 茨城県立下妻中水海道分校 ⇒ 茨城県立水海道中 ⇒ 茨城県立水海道高 ⇒ 茨城県立水海道第一高等学校
- 組合立実科高女 ⇒ 御城高女 ⇒ 茨城県立水海道高女 ⇒ 茨城県立水海道女子高 ⇒ 茨城県立水海道第二高等学校
- 茨城県立土浦中龍ヶ崎分校 ⇒ 茨城県立龍ヶ崎中 ⇒ 茨城県立龍ヶ崎高 ⇒ 茨城県立竜ヶ崎第一高等学校
- 龍ヶ崎町立龍ヶ崎女子技芸 ⇒ 茨城県立龍ヶ崎実科高女 ⇒ 茨城県立龍ヶ崎高女 ⇒ 茨城県立龍ヶ崎女子高 ⇒ 茨城県立竜ヶ崎第二高等学校
- 茨城県立鉾田中 ⇒ 茨城県立鉾田高 ⇒ 茨城県立鉾田第一高等学校
- 組合立実科高女 ⇒ 茨城県鉾田実科高女 ⇒ 茨城県立鉾田高女 ⇒ 茨城県立鉾田女子高 ⇒ 茨城県立鉾田第二高等学校
- 茨城県下館商業 ⇒ 茨城県立下館商業 ⇒ 茨城県立下館工業 ⇒ 茨城県立下館中 ⇒ 茨城県立下館高 ⇒ 茨城県立下館第一高等学校
- 下館町立裁縫女 ⇒ 下館町立女子技芸 ⇒ 真壁郡立実科高女 ⇒ 茨城県下館高女 ⇒ 茨城県立下館高女 ⇒ 茨城県立下館女子高 ⇒ 茨城県立下館第二高等学校
- 茨城県立日立中 ⇒ 茨城県立日立第一高等学校
- （私立）東海女 ⇒ 茨城県立助川高女 ⇒ 茨城県立日立高女 ⇒ 茨城県立日立第二高等学校
- 日立市中 ⇒ 日立市立高 ⇒ 茨城県立日立第三高 ⇒ 茨城県立日立工業高等学校
- 新治郡立農 ⇒ 茨城県立石岡農 ⇒ 茨城県立石岡高 ⇒ 茨城県立石岡第一高等学校
- 石岡町立石岡実科高女 ⇒ 茨城県石岡実科高女 ⇒ 茨城県立石岡高女 ⇒ 茨城県立石岡女子高 ⇒ 茨城県立石岡第二高等学校
- 湊町立湊商業 ⇒ 茨城県湊商業 ⇒ 茨城県立湊商業 ⇒ 茨城県立湊工業 ⇒ 茨城県立湊商業高 ⇒ 茨城県立那珂湊高 ⇒ 茨城県立那珂湊第一高等学校 ⇒（統合）茨城県立那珂湊高等学校
- 那珂湊町立那珂湊高女 ⇒ 茨城県立那珂湊高女 ⇒ 茨城県立那珂湊第二高等学校 ⇒（統合）茨城県立那珂湊高等学校
- 大子町外七ヶ村学校組合立大子農 ⇒ 久慈郡農 ⇒ 茨城県立大子農 ⇒ 茨城県立大子農林 ⇒ 茨城県立大子高 ⇒ 茨城県立大子第一高 ⇒（統合）茨城県立大子清流高等学校
- （私立）大子女子技芸講習所 ⇒ 大子町立女子技芸補習学校 ⇒ 大子町立女子技芸学校 ⇒ 茨城県大子町外六ヶ村組合立大子女子技芸学校 ⇒ 茨城県大子高女 ⇒ 茨城県立大子女子高 ⇒ 茨城県立大子第二高 ⇒（統合）茨城県立大子清流高等学校
- 組合立茨城県北相馬郡北総実修 ⇒ 茨城県立取手農 ⇒ 茨城県立取手園芸 ⇒ 茨城県立取手農芸 ⇒ 茨城県立取手園芸高 ⇒ 茨城県立取手第一高等学校
- 組合立茨城県北相馬郡北総実修 ⇒ 茨城県取手実科高女 ⇒ 茨城県立高女 ⇒ 茨城県立取手女子高 ⇒ 茨城県立取手第二高等学校
- 茨城県古河商業 ⇒ 茨城県立古河商業 ⇒ 茨城県古河工業 ⇒ 茨城県立古河高 ⇒ 茨城県立古河第一高等学校
- 古河町立女子技芸 ⇒ 古河実科高女 ⇒ 茨城県立古河高女 ⇒ 茨城県立古河女子高 ⇒ 茨城県立古河第二高等学校
- 茨城県立古河第三高等学校
- 結城町立結城蚕業 ⇒ 結城町立結城農 ⇒ 茨城県立結城農 ⇒ 茨城県立結城農業高 ⇒ 茨城県立結城第一高等学校
- 結城町立女子技芸 ⇒ 結城郡結城女 ⇒ 結城実科高女 ⇒ 結城高女 ⇒ 茨城県立結城高女 ⇒ 茨城県立結城女子高 ⇒ 茨城県立結城第二高等学校

##### 栃木県
- 栃木県師範学校附属予備学校 ⇒ 栃木中 ⇒ 栃木県第一中 ⇒ 栃木県中 ⇒ 栃木県尋常中 ⇒ 栃木県立第一中 ⇒ 栃木県立宇都宮中 ⇒ 栃木県立宇都宮高等学校
- 栃木県尋常中栃木分校 ⇒ 栃木県第二中 ⇒ 栃木県立栃木中 ⇒ 栃木県立栃木高等学校
- 栃木県第三中 ⇒ 栃木県立真岡中 ⇒ 栃木県立真岡高等学校
- 栃木県第四中 ⇒ 栃木県立佐野中 ⇒ 栃木県立佐野高等学校
- 栃木女 ⇒ 栃木県立宇都宮高女 ⇒ 栃木県立宇都宮第一高女 ⇒ 栃木県立宇都宮女子高等学校
- 栃木県立宇都宮第二高女 ⇒ 栃木県立宇都宮松原高 ⇒ 栃木県立宇都宮中央女子高等学校⇒ 栃木県立宇都宮中央高等学校

##### 群馬県
- 群馬県立前橋第二高等学校 ⇒ 群馬県立前橋清陵高等学校

##### 埼玉県
- 埼玉県第一尋常中 ⇒ 埼玉県第一中 ⇒ 埼玉県浦和中 ⇒ 埼玉県立浦和高等学校
- 埼玉県第二尋常中 ⇒ 埼玉県第二中 ⇒ 埼玉県熊谷中 ⇒ 埼玉県立熊谷高等学校
- 埼玉県第三中 ⇒ 埼玉県川越中 ⇒ 埼玉県立川越高等学校
- 埼玉県第四中 ⇒ 埼玉県粕壁中 ⇒ 埼玉県立粕壁高 ⇒ 埼玉県立春日部高等学校
- 埼玉県立浦和第一高女 ⇒ 埼玉県立浦和第一女子高等学校
- 埼玉県立浦和第二高女 ⇒ 埼玉県立浦和第二女子高 ⇒ 埼玉県立浦和西高等学校
- 埼玉県大宮第一高＋埼玉県大宮女子高 ⇒ 埼玉県立大宮高等学校
- 埼玉県立深谷女子高 ⇒ 埼玉県立深谷第一高等学校

##### 千葉県
- 千葉中 ⇒ 千葉県尋常中 ⇒ 千葉県千葉中 ⇒ 千葉県立千葉中 ⇒ 千葉県立千葉高 ⇒ 千葉県立千葉第一高 ⇒ 千葉県立千葉高等学校
- 千葉県高女 ⇒ 千葉県立千葉高女 ⇒ 千葉県立千葉女子高 ⇒ 千葉県立千葉第二高 ⇒ 千葉県立千葉女子高等学校
- 千葉市立高女 ⇒ 千葉市立女子高 ⇒ 千葉県立千葉第三高 ⇒ 千葉県立千葉東高等学校
- 佐倉藩学問所 ⇒ 温故堂 ⇒ 成徳書院 ⇒ 鹿山中 ⇒ 佐倉集成校 ⇒（私立）佐倉尋常中 ⇒ 千葉県立佐倉中 ⇒ 千葉県立佐倉高 ⇒ 千葉県立佐倉第一高 ⇒ 千葉県立佐倉高等学校
- 佐倉町立佐倉女子技芸学校 ⇒ 佐倉町立佐倉実践女学校 ⇒ 印旛郡立佐倉実科高女 ⇒ 印旛郡立佐倉高女 ⇒ 千葉県立佐倉高女 ⇒ 千葉県立佐倉女子高 ⇒ 千葉県立佐倉第二高 ⇒ 千葉県立佐倉東高等学校
- 千葉中木更津分校 ⇒ 千葉県木更津中 ⇒ 千葉県立木更津中 ⇒ 千葉県立木更津高 ⇒ 千葉県立木更津第一高 ⇒ 千葉県立木更津高等学校
- 君津郡立木更津高女 ⇒ 千葉県立木更津高女 ⇒（木更津市立高女を合併）⇒ 千葉県立木更津女子高 ⇒ 千葉県立木更津第二高 ⇒ 千葉県立木更津東高等学校
- （私立）上埴生学館 ⇒（（私立）長生学校を併合）⇒（私立）大成中 ⇒ 千葉県立長生中 ⇒ 千葉県立長生高 ⇒ 千葉県立長生第一高 ⇒ 千葉県立長生高等学校
- （私立）岩川静和女学校 ⇒ 千葉県立長生高女 ⇒ 千葉県立長生第二高 ⇒ 千葉県立茂原高等学校
- 千葉県安房中 ⇒ 千葉県立安房高 ⇒ 千葉県立安房第一高 ⇒ 千葉県立安房高等学校
- 安房郡立女子技芸学校 ⇒ 千葉県立安房女子高 ⇒ 千葉県立安房第二高 ⇒ 千葉県立安房南高等学校 ⇒（統合）千葉県立安房高等学校
- 千葉県佐原中 ⇒ 千葉県立佐原中 ⇒ 千葉県立佐原高 ⇒ 千葉県立佐原第一高 ⇒ 千葉県立佐原高等学校
- 町立佐原女学校 ⇒ 香取郡立高女 ⇒ 千葉県立佐原高女 ⇒ 千葉県立佐原女子高 ⇒ 千葉県立佐原第二高 ⇒ 千葉県立佐原女子高 ⇒ 千葉県立佐原白楊高等学校
- 海上郡立銚子実科高女 ⇒ 千葉県立銚子高女 ⇒ 千葉県立銚子女子高 ⇒ 千葉県立銚子高 ⇒ 千葉県立銚子第一高 ⇒（同第二高と統合）千葉県立銚子高等学校
- 町立本銚子実科補習学校 ⇒ 市立銚子実科高女 ⇒ 市立銚子実科高女 ⇒ 市立銚子高女 ⇒ 銚子市立銚子女子高 ⇒ 銚子市立第二高 ⇒ 千葉県立銚子第二高 ⇒（同第一高と統合）千葉県立銚子高等学校
- 市立銚子中 ⇒ 市立銚子高 ⇒ 銚子市立第一高 ⇒ 銚子市立銚子高等学校

##### 東京都
東京府設立（移設）の普通科中等教育機関を前身に持つ伝統校、いわゆる「都立ナンバースクール」46校については、「ナンバースクール (東京都)」の項目を参照のこと（府立一中が前身の日比谷高校など）。また、東京市設立の7校も同様。そのほか、実業学校系・定時制は下記参照。
- 東京府立第一商業 ⇒ 東京都立一商 ⇒ 東京都立第一商業新制高 ⇒ 東京都立第一商業高等学校
- 東京府立第二商業 ⇒ 東京都立二商 ⇒ 東京都立第二商業新制高 ⇒ 東京都立第二商業高等学校
- 東京府立第三商業 ⇒ 東京都立三商 ⇒ 東京都立第三商業新制高 ⇒ 東京都立第三商業高等学校
- 東京府立第四商業 ⇒ 東京都立四商 ⇒ 東京都立第四商業新制高 ⇒ 東京都立第四商業高等学校
- 東京府立第五商業 ⇒ 東京都立五商 ⇒ 東京都立第五商業新制高 ⇒ 東京都立第五商業高等学校
- 東京府立第二化学工業 ⇒ 東京都立三鷹化学工業 ⇒ 東京都立京橋化学工業 ⇒ 東京都立京橋化学高 ⇒ 東京都立羽田工業高等学校
- 東京府立第二機械工業 ⇒ 東京府立重機工業 ⇒ 東京都立重機工業 ⇒ 東京都立世田谷工業高等学校
- 東京府立第一中夜間中 ⇒ 府立養正中 ⇒ 東京都立日比谷高等学校定時制（閉課程）
- 東京府立第二中夜間中 ⇒ 府立自彊中 ⇒ 東京都立第二新制高夜間課程 ⇒ 東京都立立川高等学校
- 東京府立第三中夜間中 ⇒ 府立桂友中 ⇒ 東京都立第三新制高夜間課程 ⇒ 東京都立両国高等学校定時制（閉課程）
- 東京府立第四中夜間中 ⇒ 府立精思中 ⇒ 東京都立第四新制高夜間課程 ⇒ 東京都立戸山高等学校定時制（閉課程）…（統合）東京都立一橋高等学校定時制
- 東京府立第五中夜間中 ⇒ 府立報国中 ⇒ 東京都立第五新制高夜間課程 ⇒ 東京都立小石川高等学校定時制（閉課程）
- 東京府立第六中夜間中 ⇒ 府立興国中 ⇒ 東京都立第六新制高夜間課程 ⇒ 東京都立新宿高等学校定時制（閉課程予定）
- 東京府立第七中夜間中 ⇒ 府立進思中 ⇒ 東京都立第七新制高夜間課程 ⇒ 東京都立墨田川高等学校定時制
- 東京府立第八中夜間中 ⇒ 府立弘道中 ⇒ 東京都立第八新制高夜間課程 ⇒ 東京都立小山台高等学校定時制
- 東京府立第九中夜間中 ⇒ 府立尚道中 ⇒ 東京都立第九新制高夜間課程 ⇒ 東京都立北園高等学校定時制(閉課程）
- 東京府立第十一中夜間中 ⇒ 府立振励中 ⇒ 東京都立第十一新制高夜間課程 ⇒ 東京都立江北高等学校定時制(閉課程)

##### 神奈川県
- 神奈川県中 ⇒ 神奈川県第一中 ⇒ 神奈川県立第一中 ⇒ 神奈川県立第一横浜中 ⇒ 神奈川県立横浜第一中 ⇒ 神奈川県立横浜第一高 ⇒ 神奈川県立希望ヶ丘高等学校
- 藩校諸稽古所 ⇒ 集成館 ⇒ 文武館 ⇒ 小田原学校文武館 ⇒ 小田原講習所 ⇒ 六郡共立小田原中 ⇒ 神奈川県第二中 ⇒ 神奈川県立第二中 ⇒ 神奈川県立小田原中 ⇒ 神奈川県立小田原高等学校
- 神奈川県第三中 ⇒ 神奈川県立厚木中 ⇒ 神奈川県立厚木高等学校
- 神奈川県立第四中 ⇒ 神奈川県立横須賀中 ⇒ 神奈川県立横須賀高等学校
- 神奈川県立第二横浜中 ⇒ 神奈川県立横浜第二中 ⇒ 神奈川県立横浜第二高 ⇒ 神奈川県立横浜翠嵐高等学校
- 神奈川県立横浜第三中 ⇒ 神奈川県立横浜第三高 ⇒ 神奈川県立横浜緑ケ丘高等学校
- 神奈川県高女 ⇒ 神奈川県立高女 ⇒ 神奈川県立横浜第一高女 ⇒ 神奈川県立横浜第一女子高 ⇒ 神奈川県立横浜平沼高等学校
- 神奈川県立横浜第二高女 ⇒ 神奈川県立横浜第二女子高 ⇒ 神奈川県立横浜立野高等学校
- 程谷町立実科高等女学校 ⇒ 横浜市立実科高等女学校 ⇒ 横浜市立高等女学校 ⇒ 横浜市立第一高等女学校 ⇒ 横浜市立桜丘高等学校

##### 新潟県
- 新潟県立第二長岡高 ⇒ 新潟県立長岡大手高等学校

##### 富山県
- 富山県中 ⇒ 富山県立富山中 ⇒ 富山県立富山高等学校
- 富山県第二中 ⇒ 富山県立高岡中 ⇒ 富山県立高岡高等学校
- 富山県第三中 ⇒ 富山県立魚津中 ⇒ 富山県立魚津高等学校

##### 石川県
- 石川県立金沢第一中 ⇒ 石川県立金沢第一高 ⇒ 石川県立金沢泉丘高等学校
- 石川県立金沢第一高女 ⇒ 石川県立金沢第二高 ⇒ 石川県立金沢二水高等学校
- 石川県立金沢第三中 ⇒ 石川県立金沢第二高併設中学校 ⇒ 石川県立金沢桜丘高等学校
- 石川県立金沢第二高女 ⇒ 石川県立金沢第三高 ⇒ 石川県立金沢桜丘高等学校
- 石川県第二中 ⇒ 石川県立第二中 ⇒ 石川県立金沢第二中 ⇒ 石川県立金沢錦丘高等学校
- 石川県第三中 ⇒ 石川県立第三中 ⇒ 石川県立七尾中 ⇒ 石川県立七尾高等学校
- 石川県第四中 ⇒ 石川県立第四中 ⇒ 石川県立小松中 ⇒ 石川県立小松高等学校
- 石川県立第二工業高 ⇒ 石川県立金沢北陵高等学校
- 金沢市立第一工業 ⇒ 金沢市立工業高等学校

##### 福井県
- 福井県立第一高 ⇒ 福井県立藤島高等学校
- 福井県立第二高 ⇒ 福井県立高志高等学校

##### 山梨県
- 甲府学問所 ⇒ 官学徽典館 ⇒ 山梨師範学校中予備学科 ⇒ 山梨県中 ⇒ 山梨学校 ⇒ 徽典館 ⇒ 山梨県尋常中 ⇒ 山梨県中 ⇒ 山梨県第一中 ⇒ 山梨県立山梨県第一中 ⇒ 山梨県立甲府中 ⇒ 山梨県立甲府第一高等学校
- 山梨県第二中 ⇒ 山梨県立山梨県第二中 ⇒ 山梨県立日川中 ⇒ 山梨県立日川高等学校
- 山梨県高女 ⇒ 山梨県立高女 ⇒ 山梨県立第一高女 ⇒ 山梨県立甲府第二高 ⇒ 山梨県立甲府西高等学校
- 山梨県中都留分校 ⇒ 山梨県第一中都留分校 ⇒ 山梨県第二中都留分校 ⇒ 山梨県立都留中 ⇒ 山梨県立都留第一高 ⇒ 山梨県立都留高等学校
- 東山梨郡立実科高女 ⇒ 東山梨郡立東山梨高女 ⇒ 山梨県立第二高女 ⇒ 山梨県立山梨高女 ⇒ 山梨県立山梨高等学校
- 山梨県立第三高女 ⇒ 山梨県立巨摩高女 ⇒ 山梨県立巨摩高等学校
- 山梨県立第四高女 ⇒ 山梨県立都留高女 ⇒ 山梨県立都留第二高 ⇒（統合）山梨県立都留高等学校
- 山梨県立韮崎中 ⇒ 山梨県立韮崎第一高 ⇒（統合）山梨県立韮崎高等学校
- 韮崎実科高女 ⇒ 山梨県韮崎高女 ⇒ 山梨県立韮崎第二高 ⇒（統合）山梨県立韮崎高等学校
- 山梨県立身延中 ⇒ 山梨県立身延第一高 ⇒（統合）山梨県立身延高等学校
- 身延実科高女 ⇒ 山梨県身延高女 ⇒ 山梨県立身延第二高 ⇒（統合）山梨県立身延高等学校
- 山梨県立第一商業高等学校 ⇒（統合）山梨県立甲府城西高等学校

##### 長野県
- 長野県松本第二中 ⇒ 長野県松本県ヶ丘高等学校
- 長野県諏訪第二高女 ⇒ 長野県岡谷高女 ⇒ 長野県岡谷東高等学校
- 長野市立第二高等学校 ⇒（統合）長野市立皐月高等学校

##### 岐阜県
- 岐阜県立岐阜第一中 ⇒ 岐阜県立岐阜第一高 ⇒（統合）岐阜県立岐阜高等学校
- 岐阜県立岐阜第二中 ⇒ 岐阜県立岐阜第二高 ⇒（統合）岐阜県立加納高等学校
- 岐阜県立岐阜第三中 ⇒ 岐阜県立岐阜第三高 ⇒（統合）岐阜県立華陽高 ⇒ 岐阜県立華陽フロンティア高等学校
- 岐阜県第一工業 ⇒ 岐阜県立岐阜工業高等学校
- 岐阜県第二工業 ⇒ 岐阜県立大垣工業高等学校
- 岐阜県立岐阜第一女子高 ⇒（統合）岐阜県立岐阜総合学園高等学校

##### 静岡県
- 静岡県立静岡第一高 ⇒ 静岡県立静岡城内高 ⇒ 静岡県立静岡高等学校
- 静岡県立静岡第二高 ⇒ 静岡県立静岡城北高等学校
- 静岡県立清水第一高 ⇒ 静岡県立清水東高等学校
- 静岡県立清水第二高 ⇒ 静岡県立清水西高等学校
- 静岡県立沼津第一高 ⇒ 静岡県立沼津東高等学校
- 静岡県立沼津第二高 ⇒ 静岡県立沼津西高等学校
- 静岡県立浜松第一中 ⇒ 静岡県立浜松第一高 ⇒ 静岡県立浜松北高等学校
- 静岡県立浜松第二中 ⇒ 静岡県立浜松第二高 ⇒ 静岡県立浜松西高等学校
- 静岡県立三島第一高 ⇒ 静岡県立三島北高等学校
- 静岡県立三島第二高 ⇒ 静岡県立三島南高等学校
- 静岡県立磐田第一高 ⇒ 静岡県立磐田南高等学校
- 静岡県立磐田第二高 ⇒ 静岡県立磐田北高等学校
- 静岡県立掛川第一高 ⇒ 静岡県立掛川西高等学校
- 静岡県立掛川第二高 ⇒ 静岡県立掛川東高等学校
- 静岡県立榛原第一高 ⇒（統合）静岡県立榛原高等学校
- 静岡県立榛原第二高 ⇒（統合）静岡県立榛原高等学校
- 静岡県立下田第一高 ⇒ 静岡県立下田北高等学校⇒（統合）静岡県立下田高等学校
- 静岡県立下田第二高 ⇒ 静岡県立下田南高等学校⇒（統合）静岡県立下田高等学校
- 静岡市立第一中、静岡市立第二中 ⇒（新制高校移行時に統合）静岡市立高等学校
- 沼津市立第一中 ⇒ 沼津市立沼津高等学校 ⇒ 学校法人沼津高等学校 ⇒ 沼津市立沼津高等学校
- 静岡第二商業学校 ⇒ 静岡県立静岡商業高等学校定時制 ⇒ 廃止
- 浜松第二商業学校 ⇒ 静岡県立浜松商業高等学校定時制 ⇒ 廃止
- 沼津第二商業学校 ⇒ 静岡県立沼津商業高等学校定時制

##### 愛知県
- 愛知県尋常中 ⇒ 愛知県第一尋常中 ⇒ 愛知県立第一中 ⇒ 愛知県第一中 ⇒ 愛知県立第一高校 ⇒ 愛知県立旭丘高等学校
- 愛知県第二尋常中 ⇒ 愛知県立第二中 ⇒ 愛知県岡崎中 ⇒ 愛知県立岡崎高等学校
- 愛知県立第三中 ⇒ 愛知県津島中 ⇒ 愛知県立津島高等学校
- 愛知県豊橋尋常中時習館⇒愛知県立第四中 ⇒ 愛知県豊橋中 ⇒ 愛知県立豊橋高校 ⇒ 愛知県立豊橋時習館高校 ⇒ 愛知県立時習館高等学校
- 愛知県立第五中 ⇒ 愛知県熱田中 ⇒ 愛知県立熱田高等学校 ⇒ 愛知県立瑞陵高等学校
- 愛知県立第六中 ⇒ 愛知県一宮中 ⇒ 愛知県立一宮高等学校
- 愛知県立第七中 ⇒ 愛知県半田中 ⇒ 愛知県立半田高等学校
- 愛知県立第八中 ⇒ 愛知県刈谷中 ⇒ 愛知県立刈谷高等学校
- 愛知県立第一高女 ⇒ 愛知県立第一女子高校 ⇒ 愛知県立明和高等学校
- 愛知県立第二高女 ⇒ 愛知県立第二女子高校 ⇒ 愛知県立名古屋西高等学校
- 愛知県名古屋高女 ⇒ 名古屋市立第一高女 ⇒ 名古屋市立第一高校 ⇒ 名古屋市立菊里高等学校
- 名古屋市立第二高女 ⇒ 名古屋市立第二高校 ⇒ 名古屋市立向陽高等学校
- 名古屋市立第三高女 ⇒ 名古屋市立第三高校 ⇒（統合）愛知県立旭丘高等学校
- 名古屋市立第四高女 ⇒ 名古屋市立春日野高校 ⇒（統合）名古屋市立桜台高等学校

##### 三重県
- 三重県第一中 ⇒ 三重県立津中 ⇒（統合）三重県津高 ⇒ 三重県立津高等学校
- 三重県第二中 ⇒ 三重県立富田中 ⇒（統合）三重県四日市高 ⇒ 三重県立四日市高等学校
- 三重県第三中 ⇒ 三重県立上野中 ⇒（統合）三重県上野北高 ⇒（統合）三重県上野高 ⇒ 三重県立上野高等学校
- 三重県第四中 ⇒ 三重県立宇治山田中 ⇒（統合）三重県宇治山田高 ⇒ 三重県立宇治山田高等学校

##### 滋賀県
- 彦根公立中 ⇒ 滋賀県尋常中 ⇒ 滋賀県尋常第一中 ⇒ 滋賀県第一中 ⇒ 滋賀県立第一中 ⇒ 滋賀県立彦根中 ⇒（再編）滋賀県立彦根東高・彦根西高・彦根南高 ⇒（統合）滋賀県立彦根高 ⇒（分離）滋賀県立彦根東高等学校
- 滋賀県第二尋常中 ⇒ 滋賀県第二中 ⇒ 滋賀県立第二中 ⇒ 滋賀県立膳所中 ⇒（再編）滋賀県立膳所高・志賀高・大津高 ⇒（統合）滋賀県立大津高 ⇒（分離）滋賀県立大津東高 ⇒ 滋賀県立膳所高等学校

##### 京都府
- 京都府立第一中 ⇒ 京都府立京都第一中 ⇒ 京都府立洛北高等学校
- 京都府立第二中 ⇒ 京都府立京都第二中 ⇒ 京都府立洛南高（全日制）＋京都府立鳥羽高（併設の定時制）⇒（洛南高は廃校、校舎は京都市立洛南中学校に転用）＋ 京都府立朱雀高等学校鳥羽分校(併設の定時制) ⇒ 京都府立鳥羽高等学校（全日制設置）
- 京都府立第三中 ⇒ 京都府立福知山中 ⇒ 京都府立福知山高等学校
- 京都府立第四中 ⇒ 京都府立宮津中 ⇒ 京都府立宮津高等学校
- 京都府立第五中 ⇒ 京都府立京都第三中 ⇒ 京都府立山城高等学校
- 京都府立京都第四中 ⇒ 京都府立桃山高等学校
- 京都府立京都第五中 ⇒ 京都府立桂高等学校
- 京都府立第一高女 ⇒ 京都府立鴨沂高等学校
- 京都府立第二高女 ⇒ 京都府立朱雀高等学校
- 京都市立第一高女 ⇒ 京都市立堀川高等女学校 ⇒ 京都市立堀川高等学校
- 京都市立第二高女 ⇒ 京都市立二条高等女学校 ⇒（廃校、校舎は京都市立二条中学校に転用）
- 京都市立第一工業 ⇒ 京都市立洛陽高 ⇒ 京都市立洛陽工業高等学校
- 京都市立第二工業 ⇒ 京都市立伏見高 ⇒ 京都市立伏見工業高等学校
- 京都市立第一商業 ⇒ 京都市立西京高 ⇒京都市立西京商業高 ⇒ 京都市立西京高等学校
- 京都市立第二商業 ⇒ 京都市立西陣商業高等学校 ⇒（西京高に移転統合・廃校、校舎は京都市立北野中学校に転用）
- 京都市立第三商業 ⇒（廃校、校舎は京都市立堀内中学校(現京都市立桃山中学校)に転用）
- 京都府立舞鶴中 ⇒ 京都府立舞鶴第一中 ⇒ 京都府立西舞鶴高等学校
- 京都府立東舞鶴中 ⇒ 京都府立舞鶴第二中 ⇒ 京都府立東舞鶴高等学校
- 京都府立舞鶴高女 ⇒ 京都府立舞鶴第一高女 ⇒ 京都府立西舞鶴女子高 ⇒（統合）京都府立西舞鶴高等学校
- 京都府立東舞鶴高女 ⇒ 京都府立舞鶴第二高女 ⇒ 京都府立東舞鶴女子高 ⇒（統合）京都府立東舞鶴高等学校

##### 大阪府
- 欧学校 ⇒ 集成学校 ⇒ 大阪府第一番中 ⇒ 府立大阪中 ⇒（廃校、私立中として継続）⇒ 府立大阪師範別科大阪府中 ⇒（独立し府立大阪中）⇒ 府立大阪尋常中 ⇒ 大阪府第一尋常中 ⇒ 大阪府第一中 ⇒ 大阪府堂島中 ⇒ 大阪府立堂島中 ⇒ 大阪府立北野中 ⇒ 大阪府立北野高等学校
- 大阪府第二尋常中 ⇒ 大阪府第二中 ⇒ 大阪府堺中 ⇒ 大阪府立堺中 ⇒ 大阪府立三国丘高等学校
- 大阪府第三尋常中 ⇒ 大阪府第三中 ⇒ 大阪府八尾中 ⇒ 大阪府立八尾中 ⇒ 大阪府立八尾高等学校
- 大阪府第四尋常中 ⇒ 大阪府第四中 ⇒ 大阪府茨木中 ⇒ 大阪府立茨木中 ⇒ 大阪府立茨木高 ⇒ 大阪府立三島野高 ⇒ 大阪府立茨木高等学校
- 大阪府第五尋常中 ⇒ 大阪府第五中 ⇒ 大阪府天王寺中 ⇒ 大阪府立天王寺中 ⇒ 大阪府立天王寺高等学校
- 大阪府第六尋常中 ⇒ 大阪府第六中 ⇒ 大阪府岸和田中 ⇒ 大阪府立岸和田中 ⇒ 大阪府立岸和田高等学校
- 大阪府第七中 ⇒ 大阪府市岡中 ⇒ 大阪府立市岡中 ⇒ 大阪府立市岡高等学校
- 大阪府第八中 ⇒ 大阪府立富田林中 ⇒ 大阪府立富田林高等学校
- 大阪府第九中 ⇒大阪府立四條畷中 ⇒大阪府立四條畷高等学校
- 大阪府立第十一中 ⇒ 大阪府立高津中 ⇒ 大阪府立高津高等学校
- 大阪府立第十二中 ⇒ 大阪府立生野中 ⇒ 大阪府立生野高等学校
- 大阪府立第十三中 ⇒ 大阪府立豊中中 ⇒ 大阪府立豊中高等学校
- 大阪府立第十四中 ⇒ 大阪府立鳳中 ⇒ 大阪府立鳳高等学校
- 大阪府立第十五中 ⇒ 大阪府立住吉中 ⇒ 大阪府立住吉高等学校
- 大阪府立第十六中 ⇒ 大阪府立池田中 ⇒ 大阪府立池田高等学校
- 大阪府立第十七中 ⇒ 大阪府立布施中 ⇒ 大阪府立布施高等学校
- 大阪府女 ⇒ 大阪府高女 ⇒（大阪市に移管）大阪市立大阪高女 ⇒ 大阪市立第一高女 ⇒（府に再移管）大阪府中之島高女 ⇒ 大阪府立中之島高女 ⇒ 大阪府立堂島高女 ⇒ 大阪府立梅田高女 ⇒ 大阪府立大手前高女 ⇒ 大阪府立大手前高等学校
- 大阪市立第二高女 ⇒（統合）大阪府清水谷高女 ⇒ 大阪府立清水谷高女 ⇒ 大阪府立清水谷高等学校
- 大阪府立第七高女 ⇒ 大阪府立泉尾高女 ⇒ 大阪府立泉尾高等学校
- 大阪府立第十一高女 ⇒ 大阪府立阿部野高女 ⇒ 大阪府立阿部野高 ⇒ 大阪府立阿倍野高等学校
- 大阪府立第十二高女 ⇒ 大阪府立生野高女 ⇒ 大阪府立勝山高等学校
- 大阪府立第十三高女 ⇒ 大阪府立八尾高女 ⇒ 大阪府立山本高等学校
- 大阪府立第十四高女 ⇒ 大阪府立豊中高女 ⇒ 大阪府立桜塚高等学校
- 大阪府立第五職工 ⇒ 大阪府立堺工業 ⇒ 大阪府立堺工業高 ⇒ 大阪府立堺工科高等学校
- 大阪府立第六職工 ⇒ 大阪府立淀川工業 ⇒ 大阪府立淀川工業高 ⇒ 大阪府立淀川工科高等学校
- 大阪市立泉尾工業専修 ⇒ 大阪市立泉尾第二工業 ⇒ 大阪市立泉尾第二工業高等学校（廃校）
- 大阪市立大阪工業付属工業補習夜 ⇒ 大阪市立都島第二工業 ⇒ 大阪市立都島第二工業高等学校
- 大阪市立実践商業 ⇒ 大阪市立天王寺第二商業高等学校（廃校）
- 大阪市立大阪実業 ⇒ 大阪市立第七商業・大阪市立酉島工業の2校に分離 ⇒ 大阪市立第七商業 ⇒ 大阪市立第七商業高 ⇒ 大阪市立淀高 ⇒ 大阪市立淀商業高等学校
- 大阪市立生野工業第二本科 ⇒ 大阪市立生野工業高夜間課程 ⇒ 大阪市立生野工業高定時制課程 ⇒（分離・独立し）大阪市立生野第二工業高等学校（廃校）
- 大阪市立工芸第二本科 ⇒ 大阪市立工芸高定時制課程 ⇒（分離・独立し）大阪市立第二工芸高等学校
- 堺市教育会付属実業補習 ⇒ 堺市立実業 ⇒ 堺市立工業高定時制課程 ⇒ 堺市立第二工業高等学校 ⇒ 堺市立堺高等学校に統合（廃校）
- 堺市立第二商業高等学校（堺市立商業高等学校定時制課程が分離・独立）⇒ 堺市立堺高等学校に統合（廃校）

##### 兵庫県
- 兵庫県立第一神戸中 ⇒ 兵庫県立第一神戸高 ⇒（統合）兵庫県立神戸高等学校
- 兵庫県立第二神戸中 ⇒ 兵庫県立第二神戸高 ⇒（統合）兵庫県立兵庫高等学校
- 兵庫県立第三神戸中 ⇒ 兵庫県立長田高等学校
- 兵庫県立第四神戸中 ⇒ 兵庫県立垂水高 ⇒（統合）兵庫県立星陵高等学校 注1）
- 兵庫県立第一神戸高等女 ⇒ 兵庫県立第一神戸女子高 ⇒ 兵庫県立神戸欽松高 ⇒（統合）兵庫県立神戸高等学校
- 兵庫県立第二神戸高等女 ⇒ 兵庫県立第二神戸女子高 ⇒ 兵庫県立夢野台高 ⇒ 兵庫県立神戸夢野台高 ⇒ 兵庫県立夢野台高等学校
- 兵庫県立第三神戸高等女 ⇒ 兵庫県立御影高等学校
- 兵庫県立第四神戸高等女 ⇒ 兵庫県立第四神戸女子高 ⇒（統合）兵庫県立兵庫高等学校
- 兵庫県立第一神戸商業 ⇒ 兵庫県立第一神戸商業高 ⇒（統合）兵庫県立星陵高 注1） ⇒（独立）兵庫県立神戸商業高等学校
- 兵庫県立第二神戸商業（夜学）⇒ 兵庫県立凌霄商業高 ⇒ 兵庫県立長田商業高等学校
- 兵庫県立第一神戸工業 ⇒（統合）兵庫県立兵庫工業高等学校
- 兵庫県立第二神戸工業 ⇒（統合）兵庫県立兵庫工業高等学校
- 兵庫県立第三神戸工業（夜学）⇒ 兵庫県立神戸工業高等学校
- 兵庫県立第二尼崎工業（夜学）⇒ 兵庫県立神崎工業高等学校
- 兵庫県立第一神戸夜間中 ⇒ 兵庫県立東神戸高等学校（廃校）
- 兵庫県立第二神戸夜間中 ⇒ 兵庫県立湊川中 ⇒ 兵庫県立湊川高等学校
- 神戸市立第一中 ⇒ 神戸市立神戸高 ⇒ 神戸市立葺合高等学校
- 神戸市立第二中（夜学）⇒ 神戸市立兵庫高 ⇒（統合）神戸市立摩耶兵庫高等学校
- 神戸市立第一高等女 ⇒ 神戸市立湊川高 ⇒（統合）神戸市立赤塚山高 ⇒（統合）神戸市立六甲アイランド高等学校
- 神戸市立第二高等女 ⇒ 神戸市立楠ヶ丘高 ⇒ 神戸市立須磨高等学校 ⇒（統合）神戸市立須磨翔風高等学校
- 神戸市立第一神港商業 ⇒ 神戸市立神港商業高 ⇒（統合）神戸市立神港高等学校 ⇒（統合）神戸市立神港橘高等学校
- 神戸市立第二神港商業（夜学）⇒ 神戸市立神戸商業高 注2）⇒ 神戸市立湊西高 ⇒ 神戸市立摩耶高定時制 ⇒（統合）神戸市立摩耶兵庫高等学校
- 神戸市立第三神港商業 ⇒ 神戸市立灘商業 ⇒（統合）神戸市立商業 ⇒ 神戸市立灘商業高 ⇒ 神戸市立葺合高 ⇒ 神戸市立神戸商業高 注2）⇒（統合）神戸市立六甲アイランド高等学校
- 神戸市立第一女子商業 ⇒ 神戸市立湊商業高 ⇒（統合）神戸市立神港高等学校 ⇒（統合）神戸市立神港橘高等学校
- 神戸市立第二女子商業（夜学）⇒ 神戸市立楠商業高 ⇒ 神戸市立楠高等学校
- 神戸市立第一北神商業 ⇒ 神戸市立北神高 ⇒ 神戸市立鈴蘭台高 ⇒ 神戸市立兵庫商業高等学校
- 神戸市立第二北神商業（夜学）⇒ 神戸市立湊高 ⇒（統合）神戸市立産業高 ⇒ 神戸市立大和田工業高 ⇒ 神戸市立長田工業高 ⇒（統合）神戸市立神戸工科高等学校
- 神戸市立第一工業 ⇒ 神戸市立第一機械工業 ⇒（統合）神戸市立神戸工業高 ⇒（統合）神戸市立科学技術高等学校
- 神戸市立第二工業（夜学）
- 尼崎市立第二高等女（夜学）⇒ 尼崎市立城内高等学校（廃校）
- 尼崎市立第二商業（夜学）⇒ 尼崎市立琴城高 ⇒（統合）尼崎市立城内高等学校（廃校）
- 姫路市立第一高等女 ⇒ 姫路市立琴丘高等学校

注1）県立星陵高は、県立第一神戸商業高が公立高校の総合制に際して、普通科の新設に代えて当時木造仮校舎であった県立垂水高を吸収する形で成立した。その後、隣接地に現在の県立神戸商業高が新設し、星陵高は商業科を廃止し普通科高校となっている（普商分離。校風や校名から「県商の復活」とも称される）。
注2）神戸市立第三神港商業の後身である神戸市立神戸商業高と神戸市立第二神港商業の後身である神戸市立神戸商業高は存在する時期が重複しておらず、校名が同じだけの別学校である。

##### 奈良県
- 添上郡立第一農林 ⇒（統合）奈良県添上農学校 ⇒ 奈良県立添上農学校 ⇒ 奈良県立添上農業高等学校 ⇒ 奈良県立添上高等学校
- 添上郡立第二農林学校 ⇒（統合）奈良県添上農学校 ⇒ 奈良県立添上農学校 ⇒ 奈良県立添上農業高等学校 ⇒ 奈良県立添上高等学校

##### 和歌山県
- 和歌山中 ⇒ 和歌山県尋常中 ⇒ 和歌山県第一尋常中 ⇒ 和歌山県第一中 ⇒ 和歌山県立和歌山中 ⇒ 和歌山県立桐蔭高等学校
- 和歌山県第二尋常中 ⇒ 和歌山県第二中 ⇒ 和歌山県立田辺中 ⇒ 和歌山県立田辺高等学校
- 和歌山県第二中新宮分校 ⇒ 和歌山県立新宮中 ⇒ 和歌山県立新宮高等学校
- 和歌山県第三中 ⇒ 和歌山県立粉河中 ⇒ 和歌山県立粉河高等学校
- 和歌山県立和歌山第二工業高等学校

##### 鳥取県
- 鳥取藩校尚徳館 ⇒ 第四大学区十五番変則中 ⇒ 鳥取県立鳥取中 ⇒ 鳥取県立鳥取第一中 ⇒ 鳥取県立鳥取第一高 ⇒（統合）鳥取県立鳥取西高等学校
- 鳥取県立鳥取第二中 ⇒ 鳥取県立鳥取第二高 ⇒（統合）鳥取県立鳥取東高等学校
- 鳥取県立鳥取高等女 ⇒ 鳥取県立鳥取第三高 ⇒（統合）鳥取県立鳥取西高等学校
- 鳥取県第二中 ⇒ 鳥取県立第二中 ⇒ 鳥取県立米子中 ⇒ 鳥取県立米子第一高 ⇒（統合）鳥取県立米子東高等学校
- （私立）米子女 ⇒ 西伯郡立西伯高等女 ⇒ 鳥取県立米子高等女 ⇒ 鳥取県立米子第二高 ⇒（統合）鳥取県立米子西高等学校
- 鳥取県立倉吉中 ⇒ 鳥取県立倉吉第一高 ⇒（統合）鳥取県立倉吉高 ⇒（分離）鳥取県立倉吉東高等学校
- 倉吉町立実科高等女 ⇒ 東伯郡立倉吉実科高等女 ⇒ 鳥取県立倉吉高等女 ⇒ 鳥取県立倉吉第二高 ⇒（統合）鳥取県立倉吉高 ⇒（分離）鳥取県立倉吉西高等学校
- 鳥取県立境中 ⇒ 鳥取県立境第一高 ⇒（統合）鳥取県立境高等学校
- 組合立境高等家政女 ⇒ 境女子商業 ⇒ 鳥取県立境高等女 ⇒ 鳥取県立境第二高 ⇒（統合）鳥取県立境高等学校

##### 島根県
- 島根県第一尋常中 ⇒ 島根県第一中 ⇒ 島根県立第一中 ⇒ 島根県立松江中 ⇒ 島根県立松江第一高 ⇒（島根県立松江第二高・松江市立高と統合）島根県立松江高等学校 ⇒（分離）島根県立松江北高等学校
- 島根県立松江第二高 ⇒（島根県立松江第一高・松江市立高と統合）島根県立松江高等学校 ⇒（分離）島根県立松江南高等学校
- 島根県第二尋常中 ⇒ 島根県第二中 ⇒ 島根県立第二中 ⇒ 島根県立浜田中 ⇒ 島根県立浜田第一高 ⇒（島根県立浜田第二高・浜田市立家政高と統合）⇒ 島根県立浜田高等学校
- 島根県立浜田第二高 ⇒（島根県立浜田第一高・浜田市立家政高と統合）⇒ 島根県立浜田高等学校
- 島根県立第三中 ⇒ 島根県立杵築中 ⇒ 島根県立大社中 ⇒ 島根県立大社第一高 ⇒（統合）島根県立大社高等学校
- 島根県立大社第二高 ⇒（統合）島根県立大社高等学校
- 島根県立津和野第一高 ⇒（統合）島根県立津和野高等学校
- 島根県立津和野第二高 ⇒（統合）島根県立津和野高等学校
- 島根県立松江第一工業学校 ⇒（統合）島根県立松江工業高等学校
- 島根県立松江第二工業学校 ⇒（統合）島根県立松江工業高等学校

##### 岡山県
- 岡山県第一岡山中 ⇒ 岡山県立岡山第一高 ⇒（統合）岡山県立岡山朝日高等学校
- 岡山県第二岡山中 ⇒ 岡山県立岡山第二高 ⇒（統合）岡山県立岡山操山高等学校
- 岡山県第一岡山高女 ⇒ 岡山県立岡山第一女子高 ⇒（統合）岡山県立岡山操山高等学校
- 岡山県第二岡山高女 ⇒ 岡山県立岡山第二女子高 ⇒（統合）岡山県立岡山朝日高等学校
- 岡山県立笠岡第一高 ⇒ 岡山県立笠岡高等学校 ⇒ 岡山県立笠岡工業高等学校
- 岡山県立笠岡第二高 ⇒ 岡山県立笠岡高等学校千鳥校舎 ⇒ 岡山県立笠岡高等学校
- 岡山県立高梁第一高 ⇒（統合）岡山県立高梁高等学校
- 岡山県立高梁第二高 ⇒（統合）岡山県立高梁高等学校
- 岡山県立矢掛第一高 ⇒（統合）岡山県立矢掛高等学校
- 岡山県立矢掛第二高 ⇒（統合）岡山県立矢掛高等学校
- 岡山県立勝山第一高 ⇒（統合）岡山県立勝山高等学校
- 岡山県立勝山第二高 ⇒（統合）岡山県立勝山高等学校
- 岡山県立玉島第一高 ⇒ 岡山県立玉島高等学校
- 岡山県第一岡山商業 ⇒ 岡山県立岡山商業高 ⇒（統合）岡山県立岡山東商業高等学校
- 岡山県第二岡山商業 ⇒ 岡山県立岡山産業高 ⇒（統合）岡山県立岡山東商業高等学校

##### 広島県
- 官立広島外国語学校 ⇒ 広島県英語学校（県立）⇒ 広島県中 ⇒ 広島県立広島中 ⇒ 広島県立広島第一中 ⇒ 広島県鯉城高 ⇒ 広島県広島国泰寺高 ⇒ 広島県立広島国泰寺高等学校
- 広島県立広島第二中 ⇒ 広島県芸陽高 ⇒（統合）広島県広島観音高 ⇒ 広島県立広島観音高等学校
- 広島県立広島夜間中 ⇒ 広島県広島第三中 ⇒ 広島県鯉城高夜間課程⇒ 広島県立広島国泰寺高定時制普通科
- 広島県福山中 ⇒ 尋常中学福山誠之館 ⇒ 広島県福山尋常中 ⇒ 広島県第二尋常中 ⇒ 広島県第二中 ⇒ 広島県立福山中 ⇒ 広島県立福山誠之館中 ⇒ 広島県立福山誠之館高等学校
- 広島県第三尋常中 ⇒ 広島県第三中 ⇒ 広島県立三次中 ⇒ 広島県立三次高等学校（三次西高と統合）
- 豊田尋常中 ⇒ 広島県第四中 ⇒ 広島県立忠海中 ⇒ 広島県立忠海西高 ⇒ 広島県立忠海高等学校（忠海東高と統合）
- 広島県立高女 ⇒ 広島県立広島第一高女 ⇒ 広島県広島有朋高 ⇒ 広島県広島皆実高 ⇒ 広島県立広島皆実高等学校
- 広島県立広島第二高女 ⇒ 広島県広南高 ⇒ 広島県広島皆実高に統合
- 広島市高女 ⇒ 広島市立第一高女 ⇒ 広島市二葉高 ⇒ 広島県広島舟入高 ⇒ 広島市立舟入高等学校
- 広島工業専修学校 ⇒ 広島県広島市工業専修青年学校 ⇒ 広島市工 ⇒ 広島市立二工 ⇒ 広島市中央工業高 ⇒ 広島県広島千田高 ⇒ 広島県広島市工業高 ⇒ 広島市立広島工業高等学校
- 広島市商業補習学校 ⇒ 広島市商業専修学校 ⇒ 広島市立商業専修青年学校 ⇒ 広島市第二商 ⇒ 広島市立二商 ⇒ 広島市商業高に統合（定時制）⇒ 広島県広島基町高に統合（定時制）⇒ 広島県広島市商業高 ⇒ 広島県広島大手町商業高 ⇒ 広島市立大手町商業高等学校

##### 山口県
- 下関市立下関第一高 ⇒ 山口県立下関第一高 ⇒ 山口県立下関中等教育学校
- 山口県立下関第二中 ⇒ 山口県立下関第二高 ⇒ 山口県立下関西高等学校
- 山口県立山口第二中 ⇒ 山口県立山口第二高 ⇒（統合）山口県立山口東高 ⇒（統合）山口県立山口高等学校
- 山口県立岩国第一女子高 ⇒（統合）山口県立岩国西高 ⇒ 山口県立岩国高等学校
- 山口県立岩国第二女子高 ⇒（統合）山口県立岩国東高普通科 ⇒（移管）山口県立岩国高等学校
- 山口県立宇部第二女子高 ⇒（統合）山口県立宇部南高 ⇒（統合）山口県立宇部高等学校
- 山口県立宇部第二工業学校 ⇒ 山口県立宇部工業高等学校定時制
- 山口県立下松第二工業学校 ⇒ 山口県立下松第二工業高等学校 ⇒ 山口県立下松工業高等学校定時制

##### 徳島県
- 徳島県尋常中 ⇒ 徳島県徳島中 ⇒ 徳島県徳島第一高 ⇒ 徳島県立城南高等学校
- 徳島県尋常中第一分校 ⇒ 徳島県脇町中 ⇒ 徳島県立脇町高等学校
- 徳島県尋常中第二分校 ⇒ 徳島県富岡中 ⇒ 徳島県富岡第一高 ⇒ 徳島県立富岡西高等学校
- 徳島県渭城中 ⇒ 徳島県徳島第二高 ⇒ 徳島県立城北高等学校
- 那賀郡那賀実科高女 ⇒ 徳島県富岡高女 ⇒ 徳島県富岡第二高 ⇒ 徳島県立富岡東高等学校
- 徳島県海部中 ⇒ 徳島県海部第一高 ⇒ 徳島県立日和佐高等学校 ⇒（統合）徳島県立海部高等学校
- 徳島県海部高女 ⇒ 徳島県海部第二高 ⇒ 徳島県川東高 ⇒ 徳島県立海南高等学校 ⇒（統合）徳島県立海部高等学校
- 徳島県阿波中 ⇒ 徳島県阿波第一高 ⇒ 徳島県柿島高 ⇒（統合）徳島県立阿波高等学校
- 徳島県阿波高女 ⇒ 徳島県阿波第二高 ⇒ 徳島県柿島高 ⇒（統合）徳島県立阿波高等学校
- 徳島県立鳴門商業高 ⇒ 徳島県立鳴門第一高等学校 ⇒（統合）徳島県立鳴門渦潮高等学校

##### 香川県
- 香川県立善通寺第一高等学校
- 香川県立善通寺第二高 ⇒ 香川県立善通寺西高等学校
- 香川県立観音寺第一高等学校
- 香川県立観音寺第二高 ⇒ 香川県立観音寺商業家庭高等学校 ⇒ 香川県立観音寺商業高等学校 ⇒ 香川県立観音寺中央高等学校
- 香川県立丸亀第一高 ⇒ 香川県立丸亀高等学校
- 香川県立丸亀第二高 ⇒ 香川県立丸亀商業高等学校 ⇒ 香川県立丸亀城西高等学校
- 高松市立第一中 ⇒ 香川県高松第一中 ⇒ 高松第一高等学校
- 高松第二高 ⇒（統合）高松第一高等学校

##### 愛媛県
- 愛媛県立今治第一高 ⇒ 愛媛県立今治西高等学校
- 愛媛県立今治第二高 ⇒ 愛媛県立今治北高等学校
- 愛媛県立松山第一高 ⇒ 愛媛県立松山東高等学校
- 愛媛県立松山第二高 ⇒ 愛媛県立松山南高等学校
- 愛媛県立八幡浜第一高 ⇒（八幡浜二高との統合）愛媛県立八幡浜高等学校
- 愛媛県立八幡浜第二高 ⇒（八幡浜一高との統合）愛媛県立八幡浜高等学校
- 愛媛県立宇和島第一高 ⇒ 愛媛県立宇和島東高等学校
- 愛媛県立宇和島第二高 ⇒ 愛媛県立宇和島南高等学校 ⇒ 愛媛県立宇和島南中等教育学校
- 愛媛県立新居浜第一高 ⇒ 愛媛県立新居浜東高等学校
- 愛媛県立新居浜第二高 ⇒ 愛媛県立新居浜西高等学校
- 愛媛県立大洲第一高 ⇒（大洲二高との統合）愛媛県立大洲高等学校
- 愛媛県立大洲第二高 ⇒（大洲一高との統合）愛媛県立大洲高等学校
- 愛媛県立三島第一高 ⇒（三島二高との統合）愛媛県立三島高等学校
- 愛媛県立三島第二高 ⇒（三島一高との統合）愛媛県立三島高等学校
- 愛媛県立西条第一高 ⇒（西条二高との統合）愛媛県立西条高等学校
- 愛媛県立西条第二高 ⇒（西条一高との統合）愛媛県立西条高等学校

##### 高知県
- 高知県中 ⇒ 高知県第一中 ⇒ 高知県立第一中 ⇒ 高知県立高知城東中 ⇒ 高知県立高知追手前高等学校
- 海南私塾（分校）⇒ 高知県第二中 ⇒高知県立中海南学校 ⇒ 高知県立海南中 ⇒高知県立高知小津高等学校
- 高知県立第二中 ⇒（高知県立第一中と統合）⇒（分離）高知県立城北中 ⇒（高知県立中海南学校と統合）
- 高知県立第三中 ⇒ 高知県立第二中 ⇒ 高知県立安芸高等学校（安芸高女と統合）
- 高知県立第四中 ⇒ 高知県立第三中 ⇒ 高知県立中村高等学校（中村高女と統合）
- 高知県立高知第一高女 ⇒（統合）高知県立高知丸の内高等学校
- 高知県立高知第二高女 ⇒（統合）高知県立高知丸の内高等学校

##### 福岡県
- 福岡市立第一工業 ⇒（統合）福岡市立博多工業高等学校
- 福岡市立第二工業 ⇒（統合）福岡市立博多工業高等学校
- 福岡市立第一女子高 ⇒ 福岡市立福岡女子高等学校

##### 佐賀県
- 佐賀県立佐賀第一高 ⇒ 佐賀県立佐賀高（統合）⇒（分離）佐賀県立佐賀西高等学校、佐賀県立佐賀東高等学校、佐賀県立佐賀北高等学校
- 佐賀県立佐賀第二高 ⇒ 佐賀県立佐賀高（統合）⇒（分離）佐賀県立佐賀西高等学校、佐賀県立佐賀東高等学校、佐賀県立佐賀北高等学校
- 佐賀県立唐津第一高 ⇒ 佐賀県立唐津高（統合）⇒（分離）佐賀県立唐津東高等学校
- 佐賀県立唐津第二高 ⇒ 佐賀県立唐津高（統合）⇒（分離）佐賀県立唐津西高等学校
- 佐賀県立伊万里第一高 ⇒（統合）佐賀県立伊万里高等学校
- 佐賀県立伊万里第二高 ⇒（統合）佐賀県立伊万里高等学校

##### 長崎県
- 長崎県立佐世保第一高 ⇒（県立佐世保女子高と統合）長崎県立佐世保南高等学校
- 長崎県立佐世保第二高 ⇒（佐世保市立成徳女子高と統合）長崎県立佐世保北高等学校
- 長崎県立壱岐第一高 ⇒（統合）長崎県立壱岐高等学校
- 長崎県立壱岐第二高 ⇒（統合）長崎県立壱岐高等学校

##### 熊本県
- 熊本県中学第一済々黌 ⇒ 熊本県立中学済々黌 ⇒ 熊本県立済々黌高等学校
- 熊本県中学第二済々黌 ⇒ 熊本県立熊本中 ⇒ 熊本県立熊本高等学校
- 熊本県立第一高女 ⇒（統合）熊本県立第一高等学校
- 熊本県立第二高女 ⇒（統合）熊本県立第一高等学校
- 熊本県立第二高等学校
- 熊本県第一中 ⇒ 熊本県立八代中 ⇒ 熊本県立八代高等学校
- 熊本県立第二商業 ⇒（統合）熊本県立熊本商業 ⇒ 熊本県立熊本商業高等学校
- 熊本第一農業 ⇒ 熊本県立熊本農業 ⇒ 熊本県立熊本農業高等学校
- 熊本第二農業 ⇒ 熊本県立阿蘇農業 ⇒ 熊本県立阿蘇農業高等学校 ⇒ 熊本県立阿蘇清峰高等学校

##### 大分県
- 大分県立中津高女 ⇒（統合）大分県立中津第一高 ⇒ 大分県立中津西高 ⇒（分離）大分県立中津北高等学校
- 大分県立中津中 ⇒（統合）大分県立中津第一高 ⇒ 大分県立中津西高 ⇒（分離）大分県立中津南高等学校
- 中津市立商業学校 ⇒（統合）大分県立中津第二高 ⇒ 大分県立中津東高 ⇒（分離）大分県立中津商業高等学校
- 大分県立中津工 ⇒（統合）大分県立中津第二高 ⇒ 大分県立中津東高 ⇒（分離）大分県立中津工業高等学校
- 大分県立別府第一高 ⇒ 大分県立別府鶴見丘高等学校
- 大分県立別府第二高 ⇒ 大分県立別府緑丘高 ⇒ 大分県立芸術短期大学付属緑丘高 ⇒ 大分県立芸術文化短期大学附属緑丘高 ⇒ 大分県立芸術緑丘高等学校
- 大分県立大分第一高 ⇒ 大分県立大分上野丘高等学校
- 大分県立大分第二高 ⇒（分離）大分県立大分商業高等学校
- 大分県立大分第二高 ⇒（分離）大分県立大分春日高 ⇒ 大分県立大分工業高等学校
- 大分県立日田第一高 ⇒ 大分県立日田城内高 ⇒ 大分県立日田高等学校
- 大分県立日田第二高 ⇒ 大分県立日田月隈高 ⇒ 大分県立日田林工高等学校
- 大分県立佐伯第一高 ⇒ 大分県立佐伯鶴城高等学校
- 大分県立佐伯第二高 ⇒ 大分県立佐伯豊南高等学校
- 大分県立佐伯第二高 ⇒ 大分県立佐伯豊南高 ⇒（分離）大分県立佐伯農業高 ⇒ 大分県立佐伯鶴岡高等学校

##### 宮崎県
- 宮崎県立延岡第二高（通信制・定時制）⇒ 宮崎県立延岡青朋高等学校
- 宮崎県立宮崎第一高女 ⇒ 宮崎県立宮崎大宮高等学校
- 宮崎県立宮崎第二高女 ⇒ 宮崎県立宮崎大淀高等学校 ⇒（分離）宮崎県立宮崎大淀第二高等学校 ⇒ 宮崎県立宮崎南高等学校
- 宮崎県立宮崎大宮第二高 ⇒ 宮崎県立宮崎東高等学校
- 宮崎県立都城都島第二高 ⇒ 宮崎県立都城西高等学校

##### 鹿児島県
- 鹿児島県尋常中 ⇒ 鹿児島県第一尋常中 ⇒ 鹿児島県第一中 ⇒ 鹿児島県立鹿児島中 ⇒ 鹿児島県立第一鹿児島中 ⇒ 鹿児島県鹿児島高校第五部 ⇒（統合）鹿児島県立鶴丸高等学校
- （鹿児島県第一中分校 ⇒鹿児島県立鹿児島中分校 ⇒ ）鹿児島県立第二鹿児島中 ⇒ 鹿児島県鹿児島高第四部 ⇒（統合）鹿児島県立甲南高等学校
  - 上記二校については中学造士館も参照。
- 鹿児島県尋常中第一分校 ⇒ 鹿児島県第二中 ⇒ 鹿児島県立川内中 ⇒ 鹿児島県立川内高等学校
- 鹿児島県尋常中第二分校 ⇒ 鹿児島県第三中 ⇒ 鹿児島県立加治木中 ⇒ 鹿児島県立加治木高等学校
- 鹿児島県第四中 ⇒ 鹿児島県立川辺中 ⇒ 鹿児島県立川辺高等学校
- 鹿児島県立高女 ⇒ 鹿児島県立第一高女 ⇒ 鹿児島県鹿児島高第三部 ⇒（統合）鹿児島県立鶴丸高等学校
- 鹿児島県立第二高女 ⇒ 鹿児島県鹿児島高第二部 ⇒（統合）鹿児島県立甲南高等学校
- 鹿児島県立鹿児島工業 ⇒ 鹿児島県鹿児島高第一部 ⇒（分離）鹿児島県立鹿児島工業高等学校
- 鹿児島市立中学 ⇒ 鹿児島市高第一部 ⇒（統合）鹿児島市立鹿児島玉龍高等学校（普通科統合先）・鹿児島市立鹿児島商業高等学校（商業科統合先）
- 鹿児島市立女子興業 ⇒ 鹿児島市高第二部 ⇒（統合）鹿児島市立鹿児島商業高 ⇒（分離）鹿児島市立鹿児島女子高等学校
- 鹿児島市立高女 ⇒ 鹿児島市高第三部 ⇒（統合）鹿児島市立鹿児島玉龍高等学校（普通科統合先）・鹿児島市立鹿児島商業高（女子商業科統合先、のち鹿児島市立鹿児島女子高等学校へ移管）
- 鹿児島市立商業 ⇒ 鹿児島市高第三部 ⇒（統合）鹿児島市立鹿児島商業高等学校
- 鹿児島市高第四部 ⇒（統合）鹿児島県立鹿児島工業高（建築科・木材工芸科統合先）・鹿児島市立鹿児島商業高等学校（被服科統合先）

##### 沖縄県
- 沖縄県立第一中 … 糸満高等学校首里分校 ⇒ 琉球政府立首里高等学校 ⇒ 沖縄県立首里高等学校
- 沖縄県立第二中 … 首里高等学校那覇分校 ⇒ 琉球政府立那覇高等学校 ⇒ 沖縄県立那覇高等学校

（沖縄県立第二中学校宮古分校 ⇒ 琉球政府立宮古高等学校 ⇒ 沖縄県立宮古高等学校）
- 沖縄県立第三中 … 田井等高等学校 ⇒ 琉球政府立名護高等学校 ⇒ 沖縄県立名護高等学校
- 沖縄県立第一高女（廃校）
- 沖縄県立第二高女（廃校）
- 沖縄県立第三高女 … 田井等高等学校 ⇒ 琉球政府立名護高等学校 ⇒ 沖縄県立名護高等学校

注）沖縄県の旧制校は1945年の主権喪失によりすべて一旦廃校となっており、現存する後身校は、戦後の米軍施政下において校地などを同じくして再興された新制高校を母体としている。

#### 台湾

##### 台北州
- 台北州立台北第一中 ⇒ 台湾省立台北第一中 ⇒ 台湾省立台北建国中 ⇒ 台北市立建国高級中学
- 台北州立台北第二中 ⇒ 台湾省立台北第二中 ⇒ 台湾省立台北成功中 ⇒ 台北市立成功高級中学
- 台北州立台北第三中 ⇒ 台湾省立台北第三中 ⇒ 台湾省立台北和平中 ⇒ 台湾省立師範学院附属中 ⇒ 台湾省立台湾師範大学附属高級中 ⇒ 国立台湾師範大学附属高級中学
- 台北州立台北第四中（現：和平高中の校址に移転予定だったが、台北第一中に統合）
- 台北州立台北第一高女 ⇒（統合）台湾省立台北第一女子中学 ⇒ 台北市立第一女子高級中学
- 台北州立台北第二高女（廃止、中華民国立法院がここに移転）
- 台北州立台北第三高女 ⇒ 台湾省立台北第二女子中学 ⇒ 台北市立中山女子高級中学
- 台北州立台北第四高女（看護学校に転換、現：国立台北護理学院）
- 台北州立台北第一商業 ⇒（国立台北商業技術学院日間全日制）
- 台北州立台北第二商業 ⇒（国立台北商業技術学院夜間定時制）

##### 台中州
- 台中州立台中第一中学校 ⇒ 台湾省立台中第一中学 ⇒ 台湾省立台中第一高級中学 ⇒ 国立台中第一高級中学
- 台中州立台中第二中学校 ⇒（統合）台湾省立台中第二中学 ⇒ (台中高農に転換、現：国立中興大学附属台中高級農業職業学校)
- 台中州立台中第一高等女学校 ⇒ 台湾省立台中女子高級中学 ⇒ 国立台中女子高級中学（zh）
- 台中州立台中第二高等女学校 ⇒（統合）台湾省立台中第二中学 ⇒ 台湾省立台中第二高級中学 ⇒ 国立台中第二高級中学

##### 台南州
- 台南州立台南第一中 ⇒ 台湾省立台南第二中 ⇒ 国立台南第二高級中学
- 台南州立台南第二中 ⇒ 台湾省立台南第一中 ⇒ 国立台南第一高級中学
- 台南州立台南第一高女 ⇒ 廃止…台湾省立台南女子中
- 台南州立台南第二高女 ⇒ 台湾省立台南女子中 ⇒（学校移転台南州立台南第一高等女学校校地）⇒ 台南市立中山中（に転換）

##### 高雄州
- 高雄州立高雄第一中学校 ⇒ 台湾省立高雄第一中学 ⇒（統合）台湾省立高雄中学 ⇒ 台湾省立高雄高級中学 ⇒ 高雄市立高雄高級中学（zh）
- 高雄州立高雄第二中学校 ⇒ 台湾省立高雄第二中学 ⇒（統合）台湾省立高雄中学 ⇒ 台湾省立高雄高級中学 ⇒ 高雄市立高雄高級中学（zh）
- 高雄州立高雄第一高等女学校 ⇒ 台湾省立高雄第一女子中学 ⇒（統合）台湾省立高雄女子中学 ⇒ 台湾省立高雄女子高級中学 ⇒ 高雄市立高雄女子高級中学（zh）
- 高雄州立高雄第二高等女学校 ⇒ 台湾省立高雄第二女子中学 ⇒（統合）台湾省立高雄女子中学 ⇒ 台湾省立高雄女子高級中学 ⇒ 高雄市立高雄女子高級中学（zh）

#### 関東州
- 関東州立大連第一中学校
- 関東州立大連第二中学校
- 関東州立大連第三中学校

#### 朝鮮

##### 京畿道
- 京畿道立京城第一高等普通学校 ⇒ 京畿公立中学校 ⇒ 京畿高等学校
- 京畿道立京城第二高等普通学校 ⇒ 景福公立中学校 ⇒ 景福高等学校（ko）
- 京畿道立京城第一高等女学校 ⇒ 廃止
- 京畿道立京城第二高等女学校 ⇒ 首都女子高等学校（ko）
- 京畿道立京城第三高等女学校 ⇒ 昌徳女子高等学校（ko）

##### 忠清北道
- 忠清北道立清州第一中学校 ⇒ 清州高等学校（ko）
- 忠清北道立清州第二中学校
- 忠清北道立清州第一高等女学校
- 忠清北道立清州第二高等女学校 ⇒ 清州女子高等学校（ko）

##### 慶尚南道
- 慶尚南道立釜山第一中学校 ⇒ 釜山高等学校
- 慶尚南道立釜山第二中学校 ⇒ 慶南高等学校（ko）
- 慶尚南道立釜山第一商業学校 ⇒ 慶南商業高等学校
- 慶尚南道立釜山第二商業学校 ⇒ 釜山商業高等学校 ⇒ 開成高等学校（ko）

##### 平安南道
- 平安南道立平壌第一中学校
- 平安南道立平壌第二中学校
- 平安南道立平壌第三中学校
- 平安南道立平壌第一工業学校
- 平安南道立平壌第二工業学校

### 私立
私立高においては、数字を冠した校名でも旧制時代からの由来を引き継いだものは極めて少例で、そういう意味からも戦後の新制移行後に、かつてのナンバースクールのイメージを狙って命名したものが多いが、複数の系列校がある場合や1校しかない場合でも通常はナンバースクールという扱いはしない。同一の学校法人やグループ法人内においてナンバー制の系列校と地名制の系列校が混在する場合のみ、ごく稀に内部関係者の間で「○○のナンバースクール」などという場合がある（大学の付属や系列を除けば、一見して公立校と間違え易い校名も少なくないことから、実態の把握・判断を可能にする有益情報という意味から、数字を冠した高校は全てナンバースクールの一種として掲載対象としている）。

#### 北海道
- 札幌第一高等学校
- 釧路第一高等学校（学校法人希望学園が経営していたが、1978年3月廃校）
- 東海大学第四高等学校 ⇒ 東海大学付属札幌高等学校
- 室蘭第二大谷高 ⇒ 登別大谷高等学校

#### 青森県
- 八戸工業大学第一高等学校
- 八戸工業大学第二高等学校
- 五所川原第一高等学校

#### 岩手県
- 水沢第一高等学校

#### 山形県
- 山形第一高 ⇒ 日本大学山形高等学校

#### 福島県
- 福島県磐城第一高等学校
- 福島県磐城第二高等学校 ⇒（一時休校）⇒ 磐城緑蔭高等学校
- 福島第一高等学校 ⇒（統合）松韻学園福島高等学校
- 若松第一高等学校

#### 茨城県
- 法政大学第三高等学校（廃校）
- 水戸第一商業高等学校 ⇒ 水戸短期大学附属高等学校 ⇒ 水戸啓明高等学校
- 土浦第一女子高等学校 ⇒ つくば国際大学高等学校土浦校舎 ⇒ つくば国際大学高等学校

#### 栃木県
- 宇都宮第二女子商業学校 ⇒（統合）宇都宮学園高等学校女子部 ⇒ 宇都宮女子商業高等学校 ⇒ 宇都宮文星女子高等学校

#### 群馬県
- 桐生第一高等学校
- 東京農業大学第二高等学校
- 上武大学附属第一高等学校（廃校）

#### 埼玉県
- 本庄女子高等学校 ⇒ 本庄第一高等学校
- 東京農業大学第三高等学校
- 東邦音楽大学附属東邦第二高等学校
- 埼玉第一高等学校 ⇒ 開智高等学校
- 山村第二女子高等学校 ⇒ 山村国際高等学校

#### 千葉県
- 千葉日本大学第一高等学校
- あずさ第一高等学校（通信制・定時制）
- 鴨川第一高等学校 ⇒ 千葉未来高等学校
- 千葉商科大学付属第一商業高等学校 ⇒ 千葉商科大学付属高等学校

#### 東京都
- 日本大学中 ⇒ 日本大学第一中 ⇒ 日本大学第一高等学校
- 日本大学第二中 ⇒ 日本大学第二高等学校
- 商工中 ⇒ 赤坂中 ⇒ 日本大学付属赤坂中 ⇒ 日本大学第三中 ⇒ 日本大学第三高等学校
- 日本大学第二商業 ⇒（同二中と統合）⇒ 日本大学第二高等学校
- 日本大学第三商業 ⇒（同三中と統合）⇒ 日本大学第三高等学校
- 関東商業学校 ⇒帝国第一工業 ⇒関東第一商工 ⇒関東総合高 ⇒関東商工高 ⇒関東第一高等学校
- 昭和第一工業 ⇒ 昭和第一実業 ⇒ 昭和第一高 ⇒ 昭和第一工業高 ⇒ 昭和第一学園高等学校
- 昭和第二高（廃校）
- 大東文化大学第一高等学校
- 大東文化大学第二高等学校（廃校）
- 法政大学第一高等学校 ⇒ 法政大学高等学校
- 東京農業大学第一高等学校
- 拓殖大学第一高等学校
- 洗足学園第一高等学校
- 共立女子第二高等学校
- 慶應義塾第一高 ⇒（同二高と統合）慶應義塾高等学校
- 慶應義塾第二高 ⇒（同一高と統合）慶應義塾高等学校
- 國學院第二高等学校（廃校）
- 雙葉第二高等学校 ⇒ 田園調布雙葉高等学校
- 第一山水中 ⇒ 桐朋第一中 ⇒ 桐朋中 ⇒ 桐朋高等学校
- 帝国第一高女 ⇒ 吉祥女子高等学校
- 電機第一工業 ⇒ 東京電機大学高等学校
- 電機第二工業 ⇒ 東京電機大学高等学校
- 工学院第一工業 ⇒ 工学院大学附属高等学校
- 普通教校 ⇒ 模範仏教中学 ⇒ 第一仏教中学 ⇒ 旧制高輪中学校 ⇒ 新制高輪高等学校

#### 神奈川県
- 日本大学第四中 ⇒（同四商を統合）日本大学高等学校
- 日本大学第四商業 ⇒ 日本大学第四工業 ⇒ 日本大学第四商業 ⇒（同四中と統合）日本大学高等学校
- 法政大学第二高等学校
- 第二開成 ⇒ 第二開成中 ⇒ 逗子開成中 ⇒ 逗子開成高等学校
- 横浜第一商業高 ⇒ 横浜商科大学高等学校
- 小田原学園第一高等学校（廃校）

#### 新潟県
- 新潟第一高等学校

#### 富山県
- 高岡第一高等学校
- 富山第一高等学校

#### 石川県
- 日本航空第二高 ⇒ 日本航空高等学校石川
- 実践第二高 ⇒ 星稜高等学校

#### 福井県
- 羽水教校 ⇒ 第二仏教中学 ⇒ 旧制北陸中学校 ⇒ 新制北陸高等学校

#### 山梨県
- 帝京第三高等学校
- 東洋大学第三高等学校 ⇒ 東海大学甲府高等学校

#### 長野県
- 松本第一高等学校
- 東海大学付属第三高等学校
- 武蔵工業大学第二高 ⇒ 東京都市大学塩尻高等学校

#### 静岡県
- 東海大学付属第一高等学校 ⇒（同工業高等学校と統合）東海大学付属翔洋高等学校
- 国際開洋第一高等学校

#### 愛知県
- 椙山第一高女 ⇒（統合）椙山女学園高等学校
- 椙山第二高女 ⇒（統合）椙山女学園高等学校
- 名古屋第一工 ⇒ 名古屋工業中 ⇒ 常磐高 ⇒名古屋第一工業高 ⇒ 名古屋第一高 ⇒ 中部大学第一高等学校

#### 岐阜県
- 岐阜第一高等学校
- 関第一高 ⇒ 関市立関商工高等学校

#### 三重県
- 日生学園第一高等学校 ⇒ 桜丘高等学校
- 日生学園第二高等学校 ⇒ 青山高等学校
- 南山第二高 ⇒ 海星高等学校

#### 京都府
- 金亀教校 ⇒ 第三仏教中学 ⇒ 旧制平安中学校 ⇒ 新制平安高等学校 ⇒ 現：龍谷大学付属平安高等学校
- 立命館第一中学校 ⇒ 立命館高等学校
- 立命館第二中学校 ⇒ 立命館神山高等学校 ⇒（統合）立命館高等学校

#### 大阪府
- 金光第一高 ⇒ 金光大阪高等学校
- 関西甲種商業学校⇒関西大学第二商業学校⇒関西大学附属第一高等学校⇒関西大学第一高等学校
- 大阪第一鉄道学校 ⇒ 大阪鉄道高 ⇒ 大阪産業大学高 ⇒ 大阪産業大学附属高等学校
- 第二山水中 ⇒ 香里高 ⇒ 同志社香里高等学校
- 第二大谷高女 ⇒ 東大谷高等学校

#### 兵庫県
- 神戸第一高等学校
- 滝川第二高等学校
- 日生学園第三高等学校 ⇒ 自由ヶ丘高等学校

#### 奈良県
- 天理第二中 ⇒ 天理高等学校

#### 和歌山県
- 国際開洋第二高等学校

#### 島根県
- 松江第一高 ⇒ 開星高等学校

#### 広島県
- 学仏場 ⇒ 進徳教校 ⇒ 広島仏教中学 ⇒ 第四仏教中学 ⇒ 旧制崇徳中学校 ⇒ 新制崇徳高等学校
- 広島第一女子商業高 ⇒ 広島桜が丘高等学校

#### 香川県
- 坂出第一高等学校

#### 愛媛県
- 帝京第五高等学校
- 第二山下高女 ⇒ 愛媛県立三瓶高等学校

#### 高知県
- 土佐第一高 ⇒ 土佐女子高等学校

#### 福岡県
- 福岡第一高等学校
- 福岡第一商業高 ⇒ 第一経済大学付属高 ⇒ 第一薬科大学付属高等学校
- 東海大学付属第五高等学校 ⇒ 東海大学付属福岡高等学校
- 福岡高等学校

#### 佐賀県
- 振風教校 ⇒ 西肥仏教中学 ⇒ 第五仏教中学 ⇒ 旧制龍谷中学校 ⇒ 新制龍谷高等学校

#### 熊本県
- 八代第一高 ⇒ 秀岳館高等学校
- 東海大学付属第二高等学校 ⇒ 東海大学付属熊本星翔高等学校
- 熊本第一工業高 ⇒ 開新高等学校

#### 宮崎県
- 宮崎第一高等学校

#### 鹿児島県
- 鹿児島第一高等学校
- 樟南第二高等学校